# Monte Castello (Appennino tosco-emiliano)
Il Monte Castello, anticamente chiamato Monte Leone o Castel Leone, è un rilievo dell'alto Appennino bolognese, gravitante sull'omonima frazione del comune di Gaggio Montano (provincia di Bologna), al confine con il comune di Montese (provincia di Modena). Il monte è lambito dall'ex Strada statale 623 del Passo Brasa, che collega Modena con Gaggio Montano ed è raggiungibile sia da Bombiana, sia da Abetaia, un'altra frazione di Gaggio Montano.
Il Monte Castello, alto 977 metri s.l.m., si trova nell'alta valle del Reno, a 61,3 km a sud ovest di Bologna, nel versante settentrionale dell'Appennino che separa l'Emilia-Romagna dalla Toscana.

## Storia

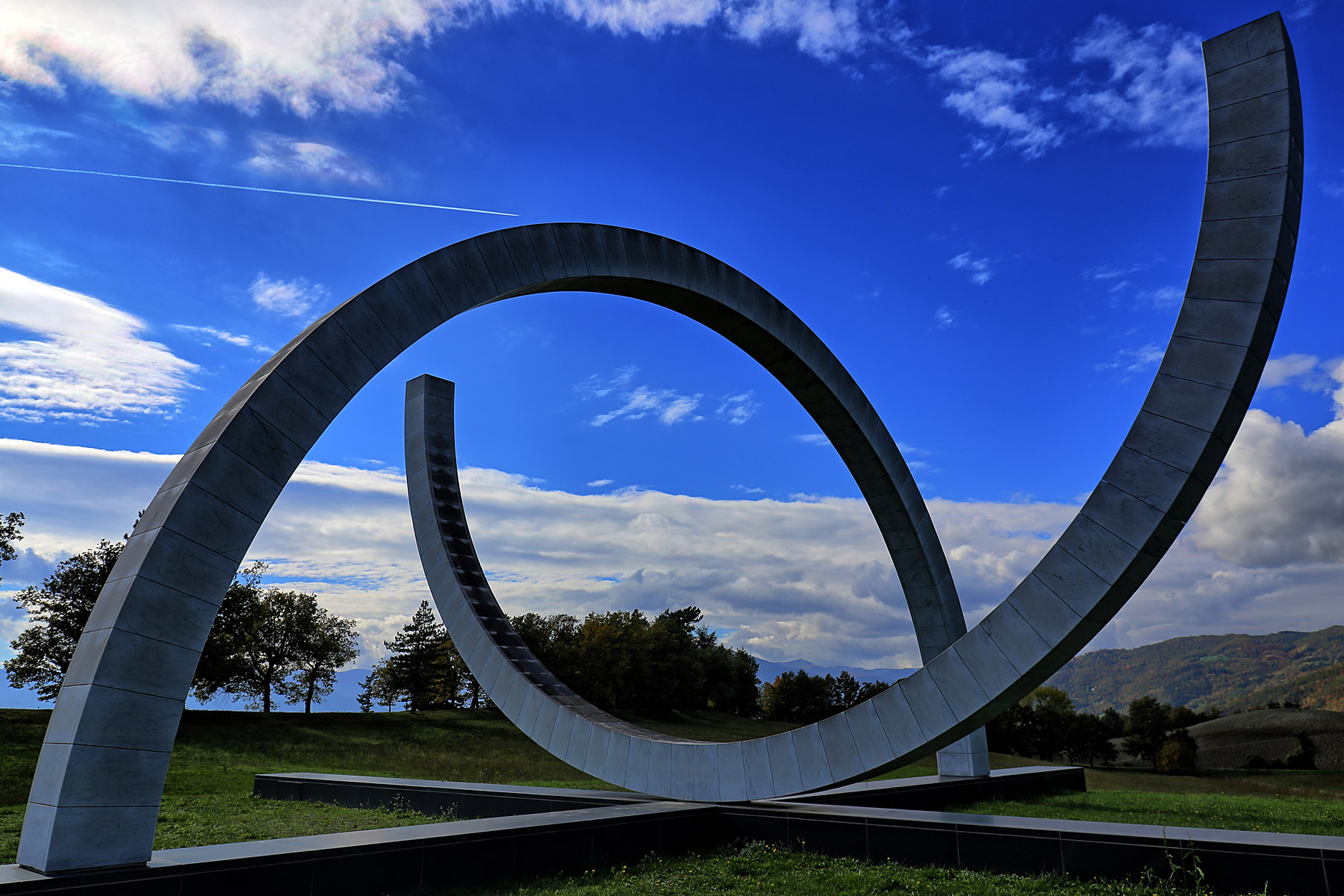
Monumento ai caduti brasiliani

Nel 1226, dopo la conquista del contado, il comune di Bologna edificò un castello (da cui il nome della montagna) con lo status di borgo franco  sul confine con il vicino Frignano. Dentro alla fortificazione venne realizzata una chiesa dedicata a San Giacomo maggiore, la quale venne ricostruita nel XIV secolo a "Sasso Orso" (antico nome di Bombiana) in seguito alla rovina del castello.
Durante la seconda guerra mondiale venne combattuta la lunga battaglia del Monte Castello dalle truppe alleate, e in particolare dalla Forza di spedizione brasiliana (FEB), che volevano sfondare la linea gotica per avanzare verso l'Italia settentrionale, contro le forze dell'esercito tedesco. Tale battaglia è considerata dalla storiografia brasiliana come la più importante vittoria dell'esercito brasiliano, tanto che vi sono molte città e quartieri in Brasile intitolati al "Monte Castelo" oltre ad innumerevoli monumenti. Ai piedi della montagna, in località Guanella, è stato realizzato un memoriale che ricorda il sacrificio dei pracinhas (soldatini) carioca..